# Österreichischer Judoverband
Der Österreichische Judoverband (ÖJV) ist der nationale Verband für Judo in Österreich. Der Österreichische Judoverband ist Mitglied der Europäischen Judo-Union (EJU) und der International Judo Federation (IJF). Sitz des ÖJV ist in Wien.

## Geschichte
Am 30. September 1947 wurde die Gründung eines eigenen Judo-Verbandes beschlossen. mit 2. Dezember 1947 erging der Bescheid der Sicherheitsdirektion Wien zur Bildung des „Österreichischen Amateur Judo Verbandes (ÖAJV)“. Anfang 1948 nahm der neu gegründete Verband seine Tätigkeit offiziell auf nachdem das Ausübungsverbot aufgehoben wurde.
Mit 9. Januar 1958 wurde der Verbandsnamen offiziell in Österreichischer Judo-Verband (ÖJV) geändert.
Im Oktober 2019 folgte Martin Poiger Hans-Paul Kutschera als Präsident des Österreichischen Judoverbandes nach. Im Oktober 2021 wurde Poiger als Präsident für weitere vier Jahre gewählt. Sabrina Filzmoser wurde eine von insgesamt fünf Vizepräsidentinnen und -präsidenten. Athletensprecherin wurde Magdalena Krssakova.

## Landesverbände
| Gründungs- jahr | Bundesland       | Bemerkung                                         |
| --------------- | ---------------- | ------------------------------------------------- |
| 1955            | Oberösterreich   |                                                   |
| 1957            | Steiermark       |                                                   |
| 1958            | Wien             | damals mit Niederösterreich und Burgenland        |
| 1959            | Salzburg         |                                                   |
| 1967            | Vorarlberg       |                                                   |
| 1968            | Tirol            |                                                   |
| 1969            | Kärnten          |                                                   |
| 1970            | Niederösterreich | aus Verband mit Wien und Burgenland ausgegliedert |
| 1977            | Burgenland       | aus Verband mit Wien ausgegliedert                |

## Präsidium (Stand Oktober 2021)
- Präsident: Martin Poiger[9]
- Vizepräsidenten: Sabrina Filzmoser, Gerald Eidenberger, Albert Gmeiner, Jochen Haidvogel, Hans Peter Zopf
- AthletInnensprecherin: Magdalena Krssakova
- Finanzreferentin: Silvia Ehrengruber
- Rechtsreferent: Andreas Weinzierl
- Technischer Direktor: Thomas Stückler
- Stellvertreter: Karin Dorfinger, Veronika Jakl, Horst Felzl, Martin Stump

## Österreichische Judoka

### Medaillengewinner bei den Olympischen Sommerspielen
| Athlet              | Gold | Silber | Bronze |
| ------------------- | ---- | ------ | ------ |
| Peter Seisenbacher  | 2    | 0      | 0      |
| Michaela Polleres   | 0    | 1      | 1      |
| Ludwig Paischer     | 0    | 1      | 0      |
| Claudia Heill       | 0    | 1      | 0      |
| Shamil Borchashvili | 0    | 0      | 1      |
| Josef Reiter        | 0    | 0      | 1      |

### Österreichische Weltmeister
| Athlet             | Jahr |
| ------------------ | ---- |
| Edith Hrovat       | 1980 |
| Gerda Winklbauer   | 1980 |
| Edith Simon        | 1980 |
| Peter Seisenbacher | 1985 |

## Veranstaltungen

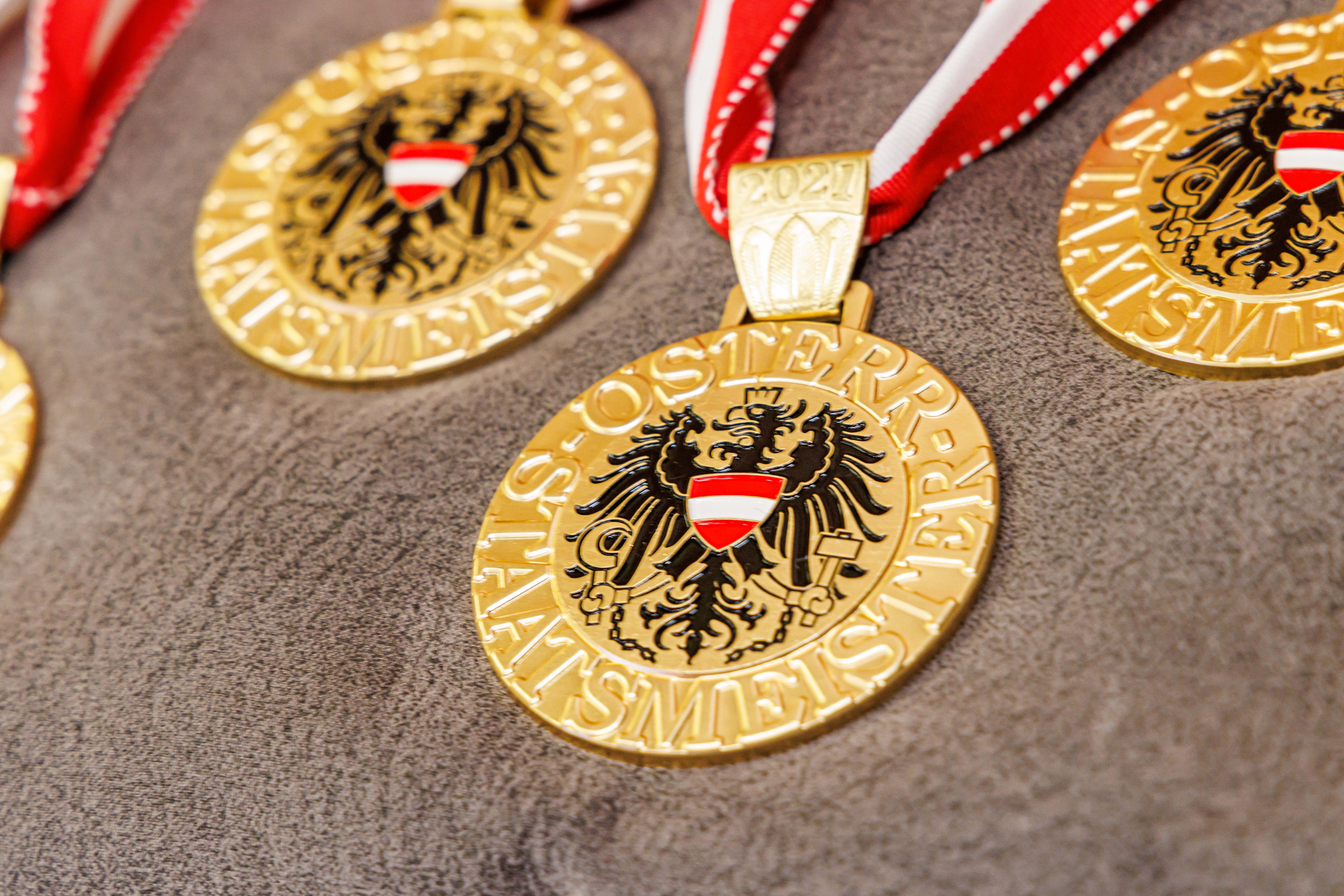
Goldmedaillen der Österreichischen Staatsmeisterschaft (2021)

Der Österreichischer Judoverband veranstaltet die Österreichische Meisterschaft in den folgenden Klasse:
- Allgemeine Klasse
- U23
- Junioren
- Kadet
- Veteranen
- Kata
- Mixed Team (2019[10], 2022[11], 2023[12])
- Judo-Bundesliga
  - Erste Judo Bundesliga
  - Zweite Judo Bundesliga
  - Frauen Judo Bundesliga